# Каяковий страх

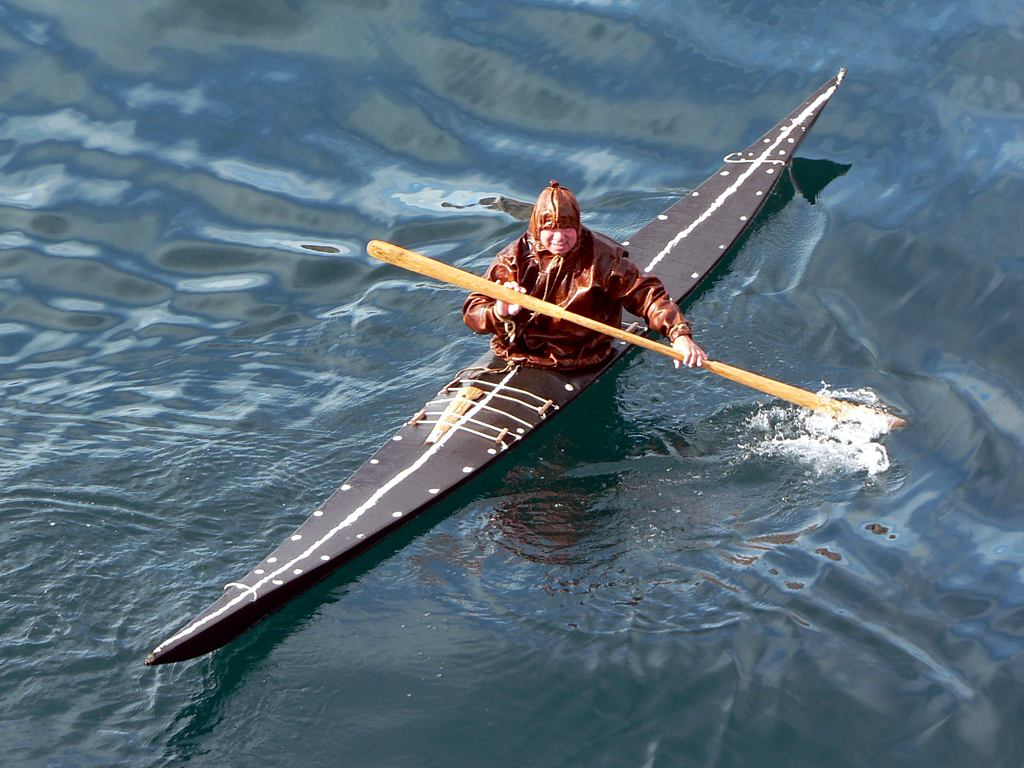
Інуїт на каяку

Каяковий страх (дан. kajaksvimmelhed або kajakangst, гренл. nangiarneq, інуїт. nangierneq) — стан, подібний до панічної атаки, який історично асоціюється з гренландськими інуїтами. Його зокрема описували як епізод сильної тривоги серед мисливців на тюленів або рибалок, що плавали на каяках або подібних одномісних човнах.
Його також асоціювали з іглуліками, інуїтами Північної Канади, для яких характерні галюцинації у вигляді міфічних духів.

## Історія
Каяковий страх описується з 1960-х років і спочатку відзначався як проблема, з якою стикалися мисливці, які перебували на самоті на спокійному морі чи озері, особливо коли сонце світить прямо над головою або в очі. Також подібні епізоди часто трапляються в туманних або похмурих умовах, оскільки небо відбивається на нерухомій дзеркальній поверхні води, що ускладнює визначення горизонту та розрізнення верху від низу. Низка мисливців, яких спостерігали в ранніх дослідженнях, також повідомляли про аналогічний ефект за складних погодних умов, таких як сильний вітер.
Фраза «мисливець на каяку» у східногренландському діалекті є синонімом слова «чоловік». Таке заняття вважається суворим, але популярним випробуванням своїх здібностей. Кажуть, що каяковий страх відчували приблизно 10–20 % мисливців на тюленів, хоча ані конкретних причин цього стану, ані лікування від нього знайти не вдалося.
Спекуляції щодо причин розвитку цього стану варіювалися дуже різноманітно, від можливого спадкового дефекту серед жителів Гренландії до форми посттравматичного стресового розладу, спричиненого постійним ризиком для життя, пов'язаним з полюванням на тюленів наодинці. Але у дослідницькій спільноті так і не було досягнуто задовільного обґрунтування таких різнорідних ідей.

## Симптоми
Для каякового страху характерні втрата відчуття напрямку, почуття безпорадності та психофізіологічна чутливість. Відчуття холоду, що піднімається знизу, може викликати у каякера відчуття, ніби човен наповнюється водою. Самотній мисливець також може відчувати сильний страх утоплення, хоча повідомлялося, що цей конкретний ефект слабшає після зустрічі з іншим мисливцем або повернення на сушу. Ймовірно під час наступних мисливських експедицій проявлятиметься поведінка уникнення (тобто небажання брати участь у майбутніх полюваннях), перш ніж така поведінка перейде у повну нездатність до полювання в довгостроковій перспективі. Також висувалася гіпотеза, що люди, які страждають, можуть бути схильні до інших подібних станів, таких як запаморочення в горах, і їхня стійкість до пов'язаних з цим станів дещо знижується після нападу каякового страху.
Найуспішніший спосіб для самотнього мисливця на тюленів подолати наслідки каякового страху — це енергійно та наполегливо продовжувати веслувати. Ті, хто вижив, погоджуються, що при нападі страху набагато корисніше рухатися, ніж залишатися на місці.
З огляду на сучасні зміни в традиціях та культурних очікуваннях щодо мисливських ритуалів інуїтів, вважається, що цей стан, ймовірно, став набагато менш поширеним, ніж у попередні роки. Через специфічність його характеристики, каяковий страх можна вважати прикладом культурно-обумовленого синдрому. Дехто стверджує, що страх перед каяком є прикладом того, що зараз називають панічним розладом з агорафобією.